# Leucocoryne reflexa
Leucocoryne reflexa är en amaryllisväxtart som beskrevs av Hans Rudolph Jürke Grau. Leucocoryne reflexa ingår i släktet Leucocoryne och familjen amaryllisväxter. Inga underarter finns listade i Catalogue of Life.